# Haizhu
Haizhu léase Jái-Zhú (en chino:海珠区, pinyin:Hǎizhū) es una ciudad-distrito bajo la administración directa de la ciudad-subprovincia de Guangzhou. Se ubica en las orillas del Zhujiang, tributario del río Perla en la provincia de Cantón, República Popular China. Su área es de 90 km² y su población es de 90.000 (99% han).
El código postal es el 510220 y el de área 020.

## Administración
El distrito de Haizhu se divide en 18 subdistritos:
| Nombre        | Chino      | Pinyin               | Cantones                   |
| ------------- | ---------- | -------------------- | -------------------------- |
| Haichuang     | 海幢街道   | Hǎichuáng Jiēdào     | hoi2 cong4 gai1 dou6       |
| Chigang       | 赤岗街道   | Chìgǎng Jiēdào       | cég3 gong1 gai1 dou6       |
| Xingang       | 新港街道   | Xīngǎng Jiēdào       | sen1 gong2 gai1 dou6       |
| Binjiang      | 滨江街道   | Bīnjiāng Jiēdào      | ben1 gong1 gai1 dou6       |
| Sushe         | 素社街道   | Sùshè Jiēdào         | sou3 se5 gai1 dou6         |
| Nanhuaxi      | 南华西街道 | Nánhuáxī Jiēdào      | nam4 wa4 sei1 gai1 dou6    |
| Longfeng      | 龙凤街道   | Lóngfèng Jiēdào      | lung4 fung6 gai1 dou6      |
| Shayuan       | 沙园街道   | Shāyuán Jiēdào       | sa1 yun4 gai1 dou6         |
| Ruibao        | 瑞宝街道   | Ruìbǎo Jiēdào        | sêu 6bou2 gai1 dou6        |
| Jianghai      | 江海街道   | Jiānghǎi Jiēdào      | gong1 hoi2 gai1 dou6       |
| Fengyang      | 凤阳街道   | Fèngyáng Jiēdào      | fung6 yêng4 gai1 dou6      |
| Nanshitou     | 南石头街道 | Nánshítou Jiēdào     | nam4 ség6 teo4 gai1 dou6   |
| Huazhou       | 华洲街道   | Huázhōu Jiēdào       | wa4 zeo1 gai1 dou6         |
| Changgang     | 昌岗街道   | Chānggǎng Jiēdào     | cêng1 gong1 gai1 dou6      |
| Nanzhou       | 南洲街道   | Nánzhōu Jiēdào       | nam4 zeo1 gai1 dou6        |
| Pazhou        | 琶洲街道   | Pázhōu Jiēdào        | pa4 zeo1 gai1 dou6         |
| Guanzhou      | 官洲街道   | Guānzhōu Jiēdào      | gun1 zeo1 gai1 dou6        |
| Jiangnanzhong | 江南中街道 | Jiāngnánzhōng Jiēdào | gong1 nam4 zung1 gai1 dou6 |

## Economía
Haizhu fue el distrito más grande en el área junto con Liwan, Yuexiu y Dongshan y el menos denso antes de que la ciudad se expandiera para incluir a su tamaño distritos como Tianhe al este y al norte de Baiyun.
Hoy en día, ya no es el distrito más grande en el área ni al sur; sin embargo, tiene algunas de las propiedades inmobiliarias más caras en la ciudad. Esto se debe a su proximidad a la ciudad central.

## Clima
Debido a su posición geográfica, los patrones climáticos en la siguiente tabla son los mismos de Cantón.
| Parámetros climáticos promedio de Haizhu (1971–2000) | Parámetros climáticos promedio de Haizhu (1971–2000) | Parámetros climáticos promedio de Haizhu (1971–2000) | Parámetros climáticos promedio de Haizhu (1971–2000) | Parámetros climáticos promedio de Haizhu (1971–2000) | Parámetros climáticos promedio de Haizhu (1971–2000) | Parámetros climáticos promedio de Haizhu (1971–2000) | Parámetros climáticos promedio de Haizhu (1971–2000) | Parámetros climáticos promedio de Haizhu (1971–2000) | Parámetros climáticos promedio de Haizhu (1971–2000) | Parámetros climáticos promedio de Haizhu (1971–2000) | Parámetros climáticos promedio de Haizhu (1971–2000) | Parámetros climáticos promedio de Haizhu (1971–2000) | Parámetros climáticos promedio de Haizhu (1971–2000) |
| Mes                                                  | Ene.                                                 | Feb.                                                 | Mar.                                                 | Abr.                                                 | May.                                                 | Jun.                                                 | Jul.                                                 | Ago.                                                 | Sep.                                                 | Oct.                                                 | Nov.                                                 | Dic.                                                 | Anual                                                |
| ---------------------------------------------------- | ---------------------------------------------------- | ---------------------------------------------------- | ---------------------------------------------------- | ---------------------------------------------------- | ---------------------------------------------------- | ---------------------------------------------------- | ---------------------------------------------------- | ---------------------------------------------------- | ---------------------------------------------------- | ---------------------------------------------------- | ---------------------------------------------------- | ---------------------------------------------------- | ---------------------------------------------------- |
| Temp. máx. media (°C)                                | 18.3                                                 | 18.5                                                 | 21.6                                                 | 25.7                                                 | 29.3                                                 | 31.5                                                 | 32.8                                                 | 32.7                                                 | 31.5                                                 | 28.8                                                 | 24.5                                                 | 20.6                                                 | 26.3                                                 |
| Temp. mín. media (°C)                                | 10.3                                                 | 11.7                                                 | 15.2                                                 | 19.5                                                 | 22.7                                                 | 24.8                                                 | 25.5                                                 | 25.4                                                 | 24.0                                                 | 20.8                                                 | 15.9                                                 | 11.5                                                 | 18.9                                                 |
| Lluvias (mm)                                         | 40.9                                                 | 69.4                                                 | 84.7                                                 | 201.2                                                | 283.7                                                | 276.2                                                | 232.5                                                | 227.0                                                | 166.2                                                | 87.3                                                 | 35.4                                                 | 31.6                                                 | 1736.1                                               |
| Días de lluvias (≥ 0.1 mm)                           | 7.5                                                  | 11.2                                                 | 15.0                                                 | 16.3                                                 | 18.3                                                 | 18.2                                                 | 15.9                                                 | 16.8                                                 | 12.5                                                 | 7.1                                                  | 5.5                                                  | 4.9                                                  | 149.2                                                |
| Horas de sol                                         | 118.5                                                | 71.6                                                 | 62.4                                                 | 65.1                                                 | 104.0                                                | 140.2                                                | 202.0                                                | 173.5                                                | 170.2                                                | 181.8                                                | 172.7                                                | 166.0                                                | 1628.0                                               |
| Humedad relativa (%)                                 | 72                                                   | 78                                                   | 82                                                   | 84                                                   | 84                                                   | 84                                                   | 82                                                   | 82                                                   | 78                                                   | 72                                                   | 66                                                   | 66                                                   | 77.5                                                 |
| Fuente: China Meteorological Administration          |                                                      |                                                      |                                                      |                                                      |                                                      |                                                      |                                                      |                                                      |                                                      |                                                      |                                                      |                                                      |                                                      |